# Zamachy w Kizlarze (31 marca 2010)
Zamachy w Kizlarze − podwójny samobójczy atak terrorystyczny z 31 marca 2010 przeprowadzony w dagestańskim mieście Kizlar. W wyniku eksplozji bomb zginęło 12 osób, a 18 zostało rannych. Atak odbył się w dwa dni po zamachach na moskiewskie metro, gdzie śmierć poniosło 39 osób.

## Zamachy
Pierwsza eksplozja nastąpiła o godz. ok. 8:30 czasu lokalnego (6:30 czasu polskiego), kiedy milicjanci zatrzymali do kontroli ciężarówkę wyładowaną ładunkami wybuchowymi. W wyniku odpalenia tych ładunków, zginęło dwóch funkcjonariuszy, a na miejscu eksplozji powstał lej, który miał 2 na 6 metrów.
20 minut później w tym samym miejscu, kiedy zgromadził się tam tłum ludzi, mężczyzna ubrany w mundur milicyjny zdetonował drugą bombę przytwierdzoną do ciała.

## Reakcje
1 kwietnia do Dagestanu przybył prezydent Rosji Dmitrij Miedwiediew. Miedwiediew wylądował w stolicy regionu Machaczkale.